# Arnstadt
Arnstadt è una città di 27 330 abitanti nel circondario dell'Ilm, Turingia, Germania, situata sul fiume Gera. È una delle più vecchie città della Turingia ed è anche detta zum Thüringer Wald (la porta d'accesso alla foresta della Turingia).

## Storia
Nel XIV secolo Arnstadt è stata sottoposta al dominio dei conti di Schwarzburg e, successivamente, è divenuta capitale dello Schwarzburg-Sonderhausen.

### La città moderna
La moderna Arnstadt ha una popolazione di circa 25 000 abitanti. Con le sue vetrerie e fonderie è un centro manifatturiero. È inoltre rinomata per i guanti e i legni intarsiati che qui vengono prodotti. Il manganese è uno dei minerali estratti nelle vicinanze. Arnstadt possiede un centro storico ben conservato, limitato al solo traffico pedonale. Alcuni edifici di notevole importanza sono la chiesa di Nostra Signora del XII secolo e un palazzo del XVIII. Johann Sebastian Bach, nel 1704, fu organista nella chiesa di S. Bonifacio.
Il 1º gennaio 2019 venne aggregato alla città di Arnstadt il comune di Wipfratal.

## Geografia antropica
Appartengono alla città di Arnstadt le frazioni (Ortsteil) di Angelhausen/Oberndorf, Branchewinda, Dannheim, Dosdorf, Espenfeld, Ettischleben, Görbitzhausen, Hausen, Kettmannshausen, Marlishausen, Neuroda, Reinsfeld, Roda, Rudisleben, Schmerfeld, Siegelbach e Wipfra.

## Amministrazione

### Gemellaggi
- Dubí
- Gurk
- Kassel
- Le Bouscat